# Pièces à conviction (1985)
Cet article concerne la série de documentaires de 1985. Pour l'émission de France 3, voir Pièces à Conviction.
Pièces à conviction est une série de programmes documentaires de création sur l'art contemporain réalisée par l'artiste Maurice Benayoun en 1985. Chaque épisode de cette série de programmes courts présente une œuvre de la dernière Biennale de Paris (1985) et l'artiste qui l'a créée dans une situation proposée par l'auteur.
- Auteur et réalisateur Maurice Benayoun
- Production: Savoir au présent, Vidéothèque de Paris, avec le soutien de la DAP
- Diffusion: M6

## Liste des épisodes
- Pit Stop, avec Jean Tinguely
- L'Usine L'usine, avec Bill Woodrow
- Espace Musical, avec Takis
- Suzanne et les vieillards, avec Jean-Michel Alberola
- Brandt/Hafner, avec Bertrand Lavier
- Le Délassement d'un peintre parisien, avec Jean Le Gac
- Armoire paysage, avec Jean-Luc Vilmouth
- Par la juste mesure dans le double monde, avec Martial Raysse